# زيزي موتا
زيزي موتا (بالإنجليزية: Zezé Motta)‏ (و. 1944 – م) هي مغنية، وممثلة، وممثلة تلفزيونية من البرازيل.

## وصلات خارجية
- زيزي موتا على موقع IMDb (الإنجليزية)
- زيزي موتا على موقع ميوزك برينز (الإنجليزية)
- زيزي موتا على موقع أول ميوزيك (الإنجليزية)
- زيزي موتا على موقع ديسكوغز (الإنجليزية)
- زيزي موتا على موقع قاعدة بيانات الفيلم (الإنجليزية)